# 天主教南京总教区
天主教南京总教区（中國官方教會稱為南京教區）是天主教在中国南京市设立的一个教区，也是江苏省境內的四個教區之一。

## 历史

### 初创
清顺治18年（1660年），罗马教廷传信部在中国推行宗座代牧制，从澳门教区分设南京宗座代牧区（Apostolic Vicariate of Nanking），将代牧的任命权从葡萄牙手中变相收回。
康熙十五年（1676年），教宗克雷芒十世任命中国籍传教士罗文藻担任宗座代牧。他是历史上第一位中国籍主教，也是1926年以前惟一的一位中国籍主教。 
1690年，为安抚葡萄牙，罗马教廷决定，将北京、南京两个代牧区提升成为教区，属葡萄牙派人管理，这标志着南京教区（Diocese of Nanking）的正式成立。当时南京教区管理江苏、安徽和河南等地。

### 禁教时期
中国礼仪之争后，康熙帝、雍正帝全面禁止天主教在中国传教，天主教在城市里基本消失，但在松江府、崇明、海门、无锡以及五河县的农村，尤其是渔民中间，仍有为数不少的天主教徒。在100多年的禁教时期，南京教区的主教经常藏身在小船裡，往来于江南的河网地带，夜间为教徒们秘密做弥撒。

### 重心转移到上海
第一次鸦片战争之后，清政府和法国于道光二十四年（1844年）签订中法黄埔条约，宣布重新允许天主教在中国传教，发还教产。1856年1月21日，教廷将南京教区改为江南代牧区（Apostolic Vicariate of Kiangnan），辖江苏、安徽两省，主教驻上海，委托耶稣会管理。南京成为江南代牧区之下的一个總鐸區。
1921年8月8日，江苏省和安徽省分别成立江苏代牧区（Apostolic Vicariate of Kiangsu）和安徽代牧区，主教座堂分别位于上海和芜湖。1922年5月1日，江苏代牧区又改名为南京代牧区（Apostolic Vicariate of Nanking）。南京代牧区的主教有姚宗李（1922年—1931年）和惠济良（1931年－1933年）。

### 于斌时代
1926年和1931年，教廷将江苏省长江以北信徒较多的2个地区划出，分别成立了海门教区和徐州教区。1936年，教廷又划出江苏省长江以南、无锡以西的地区成立南京教区，江苏省剩下的地区（上海、苏州和大半个苏北）成立上海教区。于斌出任南京教区主教。主教座堂设在首都南京的石鼓路圣母无原罪主教座堂。南京教区大部分的教友都位于无锡总铎区，无锡三里桥若瑟堂的规模也大于南京的主教座堂。雖然如此，因著南京在當時的首都地位，南京教區曾成為中國天主教的發展中心。
1946年4月11日，教廷宣布在中国实行圣统制，设立137个教区，归属20个总主教区管辖。南京升格为总教区（Metropolitan Archdiocese of Nanking），于斌出任总主教，是当时仅有的三位中国籍总主教。南京总教区下辖海門教区、上海教区、徐州教区和苏州教区。
1949年，于斌离开南京，后来去了台湾。

### 黎培里被逐以后
1951年，南京教区代理主教李维光等人发表宣言，要求“坚决肃清帝国主义在中国教会内的一切势力和影响”，反对罗马教廷干涉中国内政（如禁止教徒参加一些政治组织）， 要求将教廷驻华公使黎培里驱逐出境。1959年，南京教区自选自圣了李维光为主教。继任者有钱惠民（1981－1993）、刘元仁（1993—2005）、陆新平（2000至今）。
江苏省长江以北的大部分地区天主教徒一直很少，长期属于上海教区管理。1949年，成立了海州监牧区和扬州监牧区，分别由法国和美国耶稣会神父管理。1950年代外国神父被驱逐后教务陷于瘫痪。后来2个教区没有恢复。因此南京教区的辖区包括了江苏省除徐州、南通、苏州以外的10个地级市：无锡、常州、南京、镇江、连云港、宿迁、扬州、泰州、盐城和淮安。南京教区有10万教徒，其中一半分布在无锡地区。盐城和淮安已经没有天主教堂。
江阴青阳露德圣母堂是南京教区的主要朝圣地。

## 所辖教区
- 天主教海门教区
- 天主教上海教区
- 天主教徐州教区
- 天主教苏州教区
- 天主教海州监牧区
- 天主教扬州监牧区

## 堂區及聖堂
- 南京堂区：南京圣母无染原罪主教座堂（石鼓路112号）、南京河西碧瑤花園感恩聖母堂、江寧陶吴中华圣母堂（弃置中 僅存建築）、江浦花旗营小圣堂（已拆）、高淳西舍天主教堂（已拆）教區秘書長兼主任司铎：高源；副主任司鐸：楊肖傑
- 无锡堂区：三里桥若瑟堂、西漳玄義玫瑰圣母堂、玉祁圣女小德肋撒堂、碩放露德聖母堂，東亭、楊市、東北塘、廣益、長安、八士、堰橋、石塘灣、錢橋、天竹苑、查橋、南泉等彌撒點。副主教兼主任司铎：郭滿東；副主任司铎：楊軍
- 華莊堂區：華莊耶穌聖心堂。主任司鐸：劉洪典
- 鵝湖堂區：荡口圣方济各·沙勿略堂、厚桥圣多默堂。主任司鐸：周永明
- 江阴堂区：江阴南門聖若瑟堂、周庄玫瑰圣母堂。副主教兼主任司铎：吴洪法；副主任司鐸：同傅傑
- 青阳堂区：青阳露德圣母堂、北楼下圣若望堂、璜塘中华圣母堂、焦山聖家堂、新安底聖彌額爾堂，朱家村、西陽橋、梅家角、馬鎮、沿山等彌撒點。主任司铎：孙国成；副主任司鐸：周東明
- 陸橋堂區：陸橋聖母七苦堂。主任司鐸：王太平
- 宜兴堂区：宜兴圣若瑟堂、新庄圣家堂。主任司铎：李建军
- 常州堂区：常州青楓公園中華聖母堂、戚野堰圣达尼老堂。主任司铎：沈法良
- 东青堂区：东青圣伯多禄堂、戴溪圣方济各堂、堵圩圣若瑟堂、横山桥献主堂、西太湖聖母海星堂（在建）。主任司铎：沈春东
- 溧阳堂区：溧阳上黃玫瑰圣母堂、金坛指前露德圣母堂。主任司铎：郭建文
- 丹阳堂区：丹阳圣母无染原罪堂。主任司铎：趙峰；榮休主任司鐸：葛起能

### 曾屬於南京教區，已劃歸徐州教區的堂区
- 连云港堂区：连云港圣心堂、團池聖家堂、東海平明天主堂。
- 宿遷堂區：宿遷聖馬爾谷堂

### 曾屬於南京教區，已劃歸海門教區的堂区
- 扬州堂区：扬州耶稣圣心堂、高邮陽溝村聖若瑟堂、泰州光榮十字聖架堂、兴化圣家堂。

### 历史上的教堂
1949年以前，南京市内还设有以下教堂：圣心堂（长江路271号，1928年）、金银街方济各堂（金银街4号，1946年）、天主堂（马台街90号，1947年，圣保禄会）、天主堂（下关天保里34号，1949年，圣保禄会），以及圣心儿童院（广州路，今儿童医院）。

## 历任教长

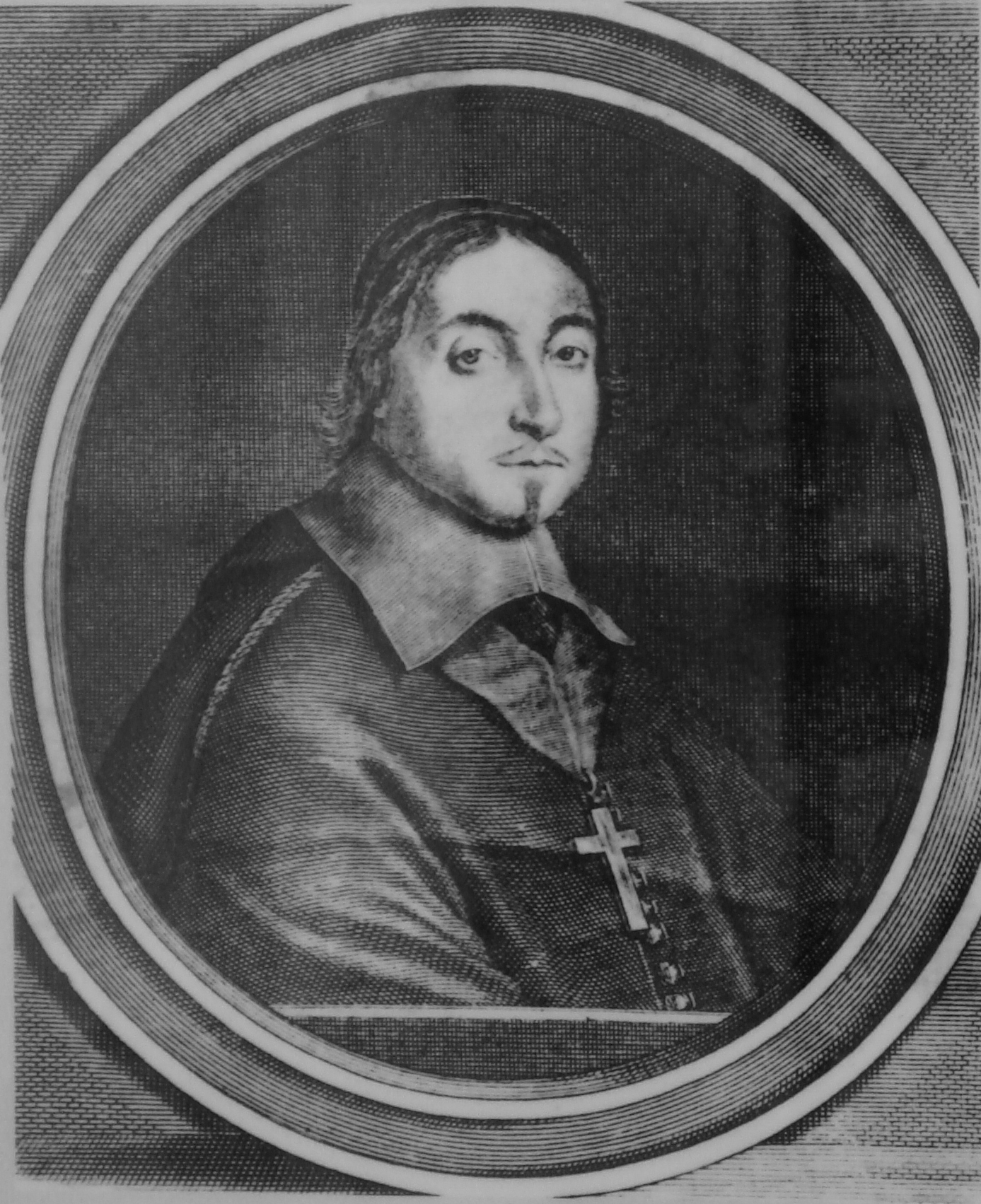
第一任南京宗座代牧依纳爵·高多冷提蒙席

### 宗座任命
南京代牧区宗座代牧
1. 高多冷提（高多林，Bishop Ignace Cotolendi）1660年9月20日—1662年8月16日 1630年3月23日生于法国布里尼奥勒斯，1662年8月16日去世于印度默蘇利珀德姆
2. 罗文炤（圣名：额我略 Bishop Gregory Luo Wen-zao (Lopez),O.P.）1674年1月4日—1690年4月10日 1617年生于中国福建省福安县，1690年4月10日为南京主教，1691年2月27日去世于南京

南京教区主教
1. 罗文炤（Bishop Gregory Luo Wen-zao (Lopez), O.P.）1690年4月10日—1691年2月27日1617年生于中国福建省福安县，道明会
2. 余宜阁（Bishop Giovanni Francesco de Nicolais, O.F.M.）1691年—1696年10月12日 1696年10月12日被任命为湖广代牧区宗座代牧，1737年12月27日去世
3. 罗历山（Bishop Alessandro Ciceri, S.J.）1694年1月25日—1703年12月22日 1639年5月27日生于意大利科莫，耶稣会，1703年12月22日去世
4. 林安廉（林安多，Bishop Antonio de Silva, S.J.）1705年—1707年 1654年1月13日生于葡萄牙里斯本，耶稣会
5. ？（Bishop António Paes Godinho, S.J. ）1718年2月11日—1721年2月11日（未到任）葡萄牙籍，耶稣会，立即放弃了他的职位
6. 高斯达（Bishop Emmanuel de Jesus-Maria-Joseph, O.F.M.）1721年2月12日—1739年7月6日 葡萄牙籍
7. 方（Bishop Francesco de Santa Rosa de Viterbo, O.F.M.） 1742年11月26日—1750年3月21日  1693年11月24日生于葡萄牙克拉托
8. 南怀仁（Bishop Gottfried Xaver von Laimbeckhoven, S.J.） 1752年5月15日—1787年5月22日 1707年1月9日生于奥地利维也纳，耶稣会士，1735年晋铎，1787年5月22日于上海浦东去世
  - 闵达耐（Nathaniel Bürger, O.F.M.）1778年被任命为南京教区助理主教，1780年去世
9. 贾（Fr. Eusebio Luciano Carvalho Gomes da Silva, C.M. ）1789年12月14日—1790年3月30日（未到任）1789年底被任命为南京主教，1790年未获祝圣即去世于印度果阿。
10. 汤士选（Bishop Alexander de Gouvea, O.S.F.）1787年—1804年（北京教区主教；署理）
11. 毕学源（Bishop Cayetano Pires Pireira，C.M.） 1804年8月20日—1838年11月2日 （未到任）1769年8月18日生于葡萄牙，1827年起兼任北京代牧区宗座署理，1838年11月2日在北京去世，驻北京
12. 罗伯济（罗类斯，Bishop Lodovico Maria Besi） 1840年1月10日-1848年7月9日（宗座署理）山东代牧区宗座代牧。1805年10月16日生于意大利维罗纳，意大利圣家书院修士，1829年晋铎，1839年被任命为山东代牧区首任代牧，兼任南京教区宗座署理，1847年返回欧洲，1848年7月9日辞职，1850年被任命为圣座驻阿根廷大使，1871年9月8日去世，驻浦东金家巷和网尖
13. 赵方济（Bishop Francesco Xavier Maresca, O.F.M.）1848年7月9日-1855年11月2日 1805年生于意大利那不勒斯，那不勒斯圣家书院，1847年1月12日被任命为南京教区助理主教，1855年4月回国休养，11月2日在那不勒斯圣家书院去世，驻上海
14. 徐类思（徐伯达，Bishop Luigi Celestino Spelta, O.F.M.） 1855年11月2日—1856年4月8日 1818年4月9日生于意大利皮埃蒙特，方济各会，1848年9月7日被任命为南京教区助理主教，1856年4月8日调任湖北代牧区主教，1862年去世，驻上海

江南代牧区宗座代牧
1. 年文思（Bishop André-Pierre Borgniet, S.J.）1859年4月24日—1862年7月31日 1811年2月14日生于德国美因茨，1835年晋铎，1862年7月31日去世，驻上海
2. 郎怀仁（Bishop Adrien-Hyppolyte Languillat, S.J.）1864年9月9日–1878年11月30日 1808年9月28日生于法国马恩省，1831年晋铎，1856年5月30日任直隶东南代牧区首任宗座代牧，1864年调任江南，1878年11月30日在上海去世，驻上海
3. 倪怀纶（Bishop Valentin Garnier, S.J.）1879年1月21日–1898年8月14日  1825年5月6日生于法国伊勒-维莱讷省，1848年晋铎，1898年8月14日去世，驻上海
4. 苏建章（Bishop Jean-Baptiste Simon, S.J.）1899年1月7日—1899年8月18日 1846年12月20日生于法国大西洋卢瓦尔省，1882年晋铎，1899年8月18日去世，驻上海
5. 姚宗李（Bishop Jules Prosper París, S.J.）1900年4月6日—1921年8月8日 1846年9月1日生于法国南特，1880年晋铎，1921年8月8日任江苏宗座代牧，驻上海

江苏代牧区宗座代牧
1. 姚宗李（Bishop Jules Prosper París, S.J.）1921年8月8日—1922年5月1日 1922年5月1日任南京宗座代牧，驻上海

南京代牧区宗座代牧
1. 姚宗李（Bishop Jules Prosper París, S.J.） 1922年5月1日—1931年5月13日 1931年5月13日去世，驻上海
2. 惠济良（Bishop Auguste Alphonse Pierre Haouisée, S.J.） 1931年5月13日－1933年12月13日  1877年10月1日生于法国北部滨海省，1910年晋铎，1928年6月25日任南京代牧区助理代牧，1931年5月13日继任南京宗座代牧，驻上海。1933年12月13日任上海代牧区宗座代牧，1946年4月11日任上海主教，1948年9月10日去世
3. 于斌（圣名：保禄 Bishop Paul Yü Pin）1936年7月7日—1946年4月11日  1901年4月13日生于中国黑龙江省兰西县，1928年晋铎，1936年7月7日任南京代牧区宗座代牧，1946年4月11日任南京总主教

南京总教区总主教
1. 于斌（圣名：保禄 Bishop Paul Yü Pin）1946年4月11日—1978年8月16日  1949年至台灣，1969年4月28日升任枢机，1978年8月16日逝世於梵蒂岡
2. 龚品梅（圣名：依纳爵 Cardinal Ignatius Kung Pin-mei）1950年7月15日—2000年3月12日（宗座署理）1901年8月2日生于上海市浦东唐墓桥，1930年晋铎，1949年任天主教苏州教区主教，1950年7月15日任天主教上海教区主教，兼南京总教区、苏州教区宗座署理，1955年9月8日被捕，1979年6月被秘密册封枢机，1988年离开中国大陆，1991年6月29日正式册封为枢机，2000年3月12日在美国康涅狄格州史坦佛市去世
3. 范忠良（圣名：若瑟 Iosephus Vei Zong Leong, S.J.）2000年3月12日—2014年3月16日（宗座署理）1918年12月18日生于上海市徐汇区，1951年晋铎，1985年2月27日被任命为上海教区助理主教，2000年3月12日继任上海教区主教，兼南京总教区、苏州教区宗座署理，2014年3月16日在上海去世。
4. 陆新平（圣名：方济各 Archbishop Francisus Lu Xin-ping）2010年4月至今  2005年4月20日成為自选自圣主教，2008年获宗座认可

### 自选自圣
南京教区主教
1. 李維光（圣名：若望 Archbishop Iohannes Li Wei-guang）1959年11月15日—1964年
2. 錢惠民（圣名：若瑟 Archbishop Iosephus Qian Hui-min）1981年7月24日—1993年5月20日
3. 劉元仁（圣名：若瑟 Archbishop Iosephus Liu Yuan-ren）1993年12月7日—2005年4月20日
4. 陆新平（圣名：方济各 Archbishop Francisus Lu Xin-ping） 2000年1月6日—2010年4月20日